# 鹿島ケーブルビジョン
鹿島ケーブルビジョン（かしまケーブルビジョン）は島根県松江市の鹿島地区をエリアとしていたケーブルテレビ局である。

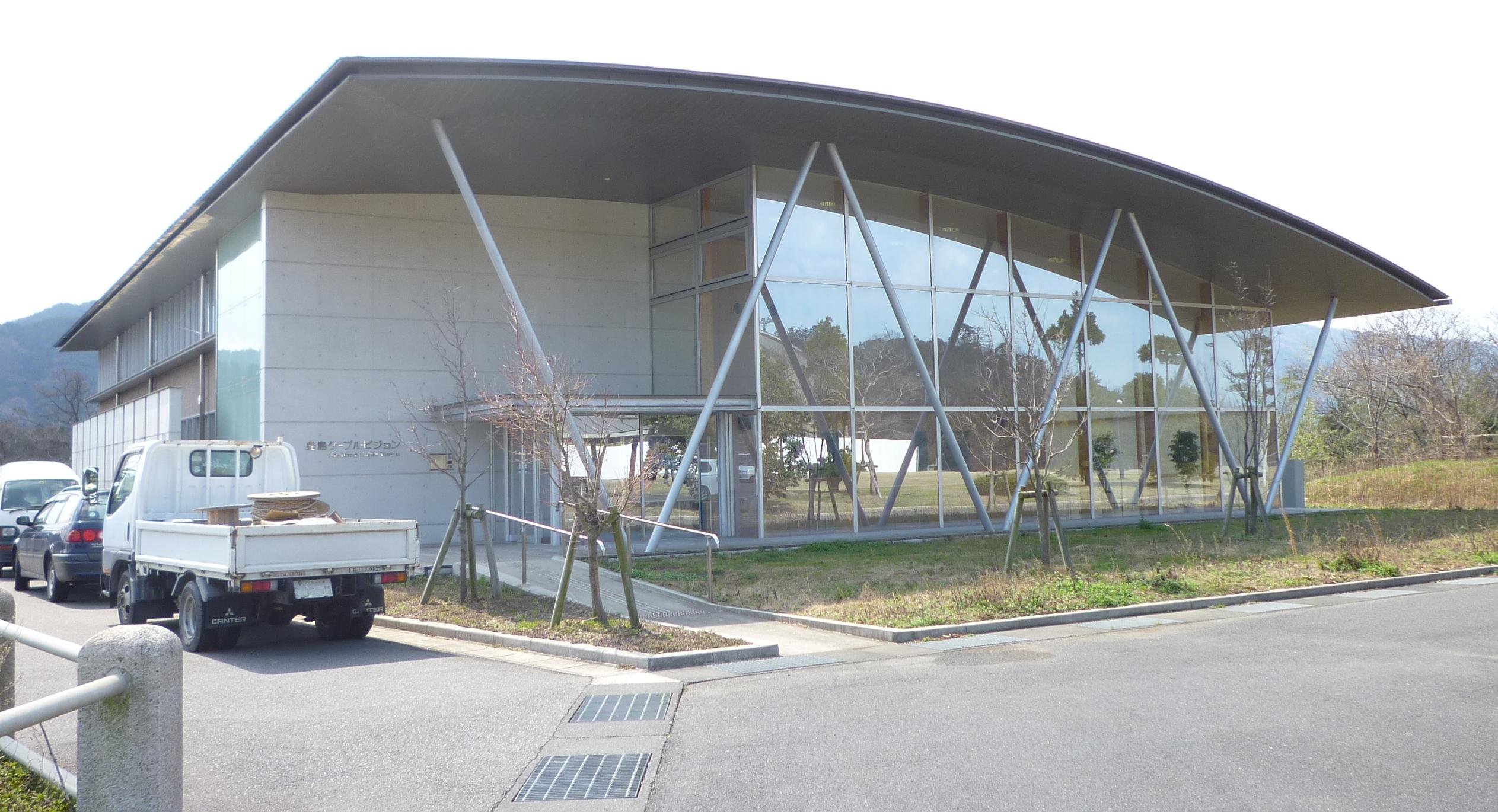
放送センター

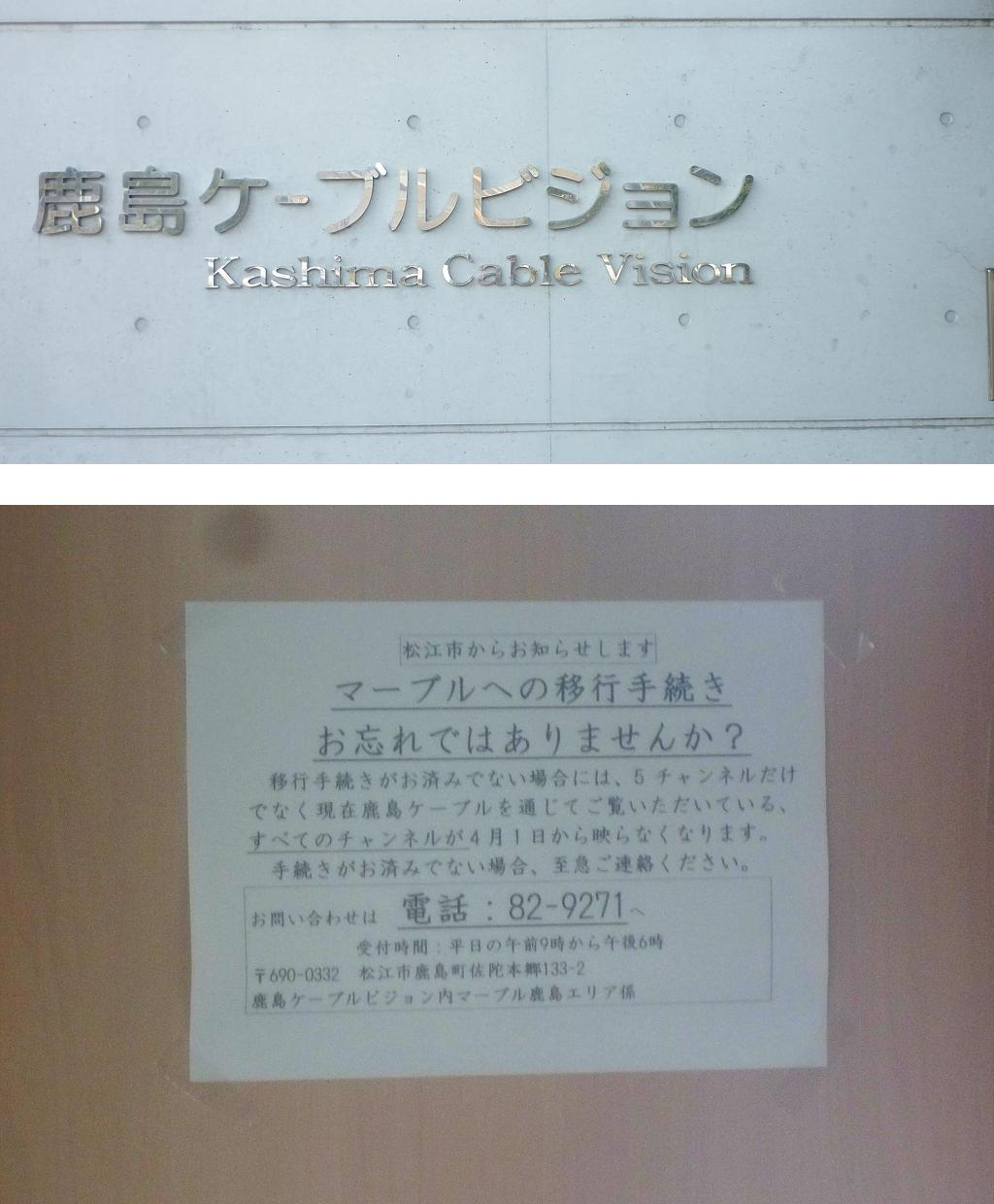
放送センターにある「鹿島ケーブルビジョン」のロゴと
建物内に掲示されていた「マーブル（山陰ケーブルビジョン）」
移行についての書面

## 所在地
- 放送センター
  - 島根県松江市鹿島町佐陀本郷133番地2

## 歴史
- 2003年（平成15年） 事業開始[1]
- 2008年（平成20年） 指定管理者制度により山陰ケーブルビジョンの管理となる

### 今後の事業構想など
- 松江市では、民営化すべきものと位置付けしている[2]。
- 2011年4月[要出典]より、放送サービスとインターネットサービスを山陰ケーブルビジョンに移管。

## サービスエリア

### 施設設置許可区域
- 島根県松江市（鹿島地区）

## 主な放送チャンネル

### 地上波系列別再送信局
| NHK-G   | NHK-E   | NNN          | ANN | JNN      | TXN | FNS            | YOU13 |
| ------- | ------- | ------------ | --- | -------- | --- | -------------- | ----- |
| NHK松江 | NHK松江 | 日本海テレビ |     | 山陰放送 |     | 山陰中央テレビ |       |

### テレビ局
- チャンネル表の公表は無い。

### ラジオ局
- 利用できる放送局の公表はない。